# Михайло Міндош
Михайло Міндош (28 лютого 1934 — 1999?) — словацький і чехословацький політик від Комуністичної партії Словаччини українського (русинського) походження, член Словацької національної ради та Палати націй Федеральних зборів за часів нормалізації.

## Життєпис
Після федералізації Чехословаччини він засідав у Палаті націй Федеральних зборів. Його висунула до федерального парламенту Словацька національна рада, де він також засідав. Він захистив свій мандат у Федеральних зборах на виборах 1971 року (виборчий округ Східної Словаччини) і залишався у федеральному парламенті до кінця свого терміну повноважень, тобто до виборів 1976 року.

### Зовнішні посилання
- (чеськ.) Michal Mindoš v parlamentu